# Cranford St Andrew
Cranford St Andrew är en by i civil parish Cranford, i distriktet North Northamptonshire, i grevskapet Northamptonshire i England. Byn är belägen 6 km från Kettering. Orten har 105 invånare (2009). Cranford St Andrew var en civil parish fram till 1935 när blev den en del av Cranford. Civil parish hade 142 invånare år 1931.